# تپه چناره شوره
تپه چناره شوره مربوط به قرون میانی اسلامی است و در شهرستان خرم‌آباد، بخش پاپی، دهستان گریت، روستای چنارشوره واقع شده و این اثر در تاریخ ۸ بهمن ۱۳۸۵ با شمارهٔ ثبت ۱۷۰۱۰ به عنوان یکی از آثار ملی ایران به ثبت رسیده است.